# Ефеб

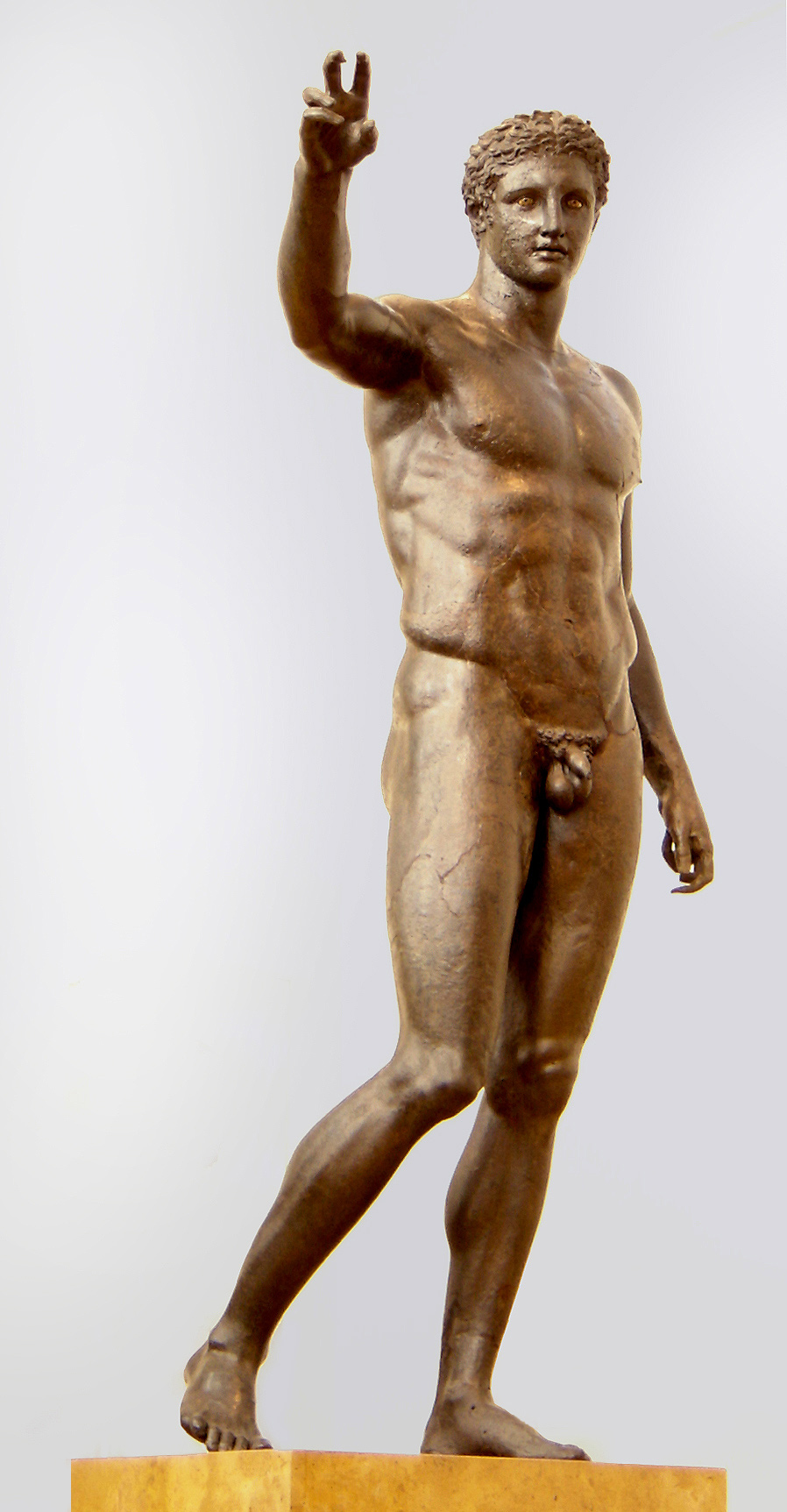
Антикітерський ефеб, Ефранор, Національний археологічний музей Афін

Ефеб (дав.-гр. ἔφηβος) — у Стародавній Греції юнак, який досяг повноліття (ήβη, у афінян повноліття починалося з 18-річного віку). Ефеби становили особливий суспільний клас учнівської молоді у віці від 18 до 20 років.
Історія ефебії й система виховання ефебів починається з другої половини 5 століття до н. е. в Стародавніх Афінах. Програма навчання, до якої спочатку входило тільки військове мистецтво, проте в епоху еллінізму ефебія поширюється на всю Грецію, а програма освіти ефебів розширилася до університетської (в сенсі того часу) освіти.
Право брати участь у Народних зборах юнак отримував лише через два роки ефебії, через внесення до πίναξ ἐκκλησιαστικός, на 20 році життя, після того, як він прослужив два роки в прикордонній варті як перипол (περίπολος).

## Прийняття в ефеби

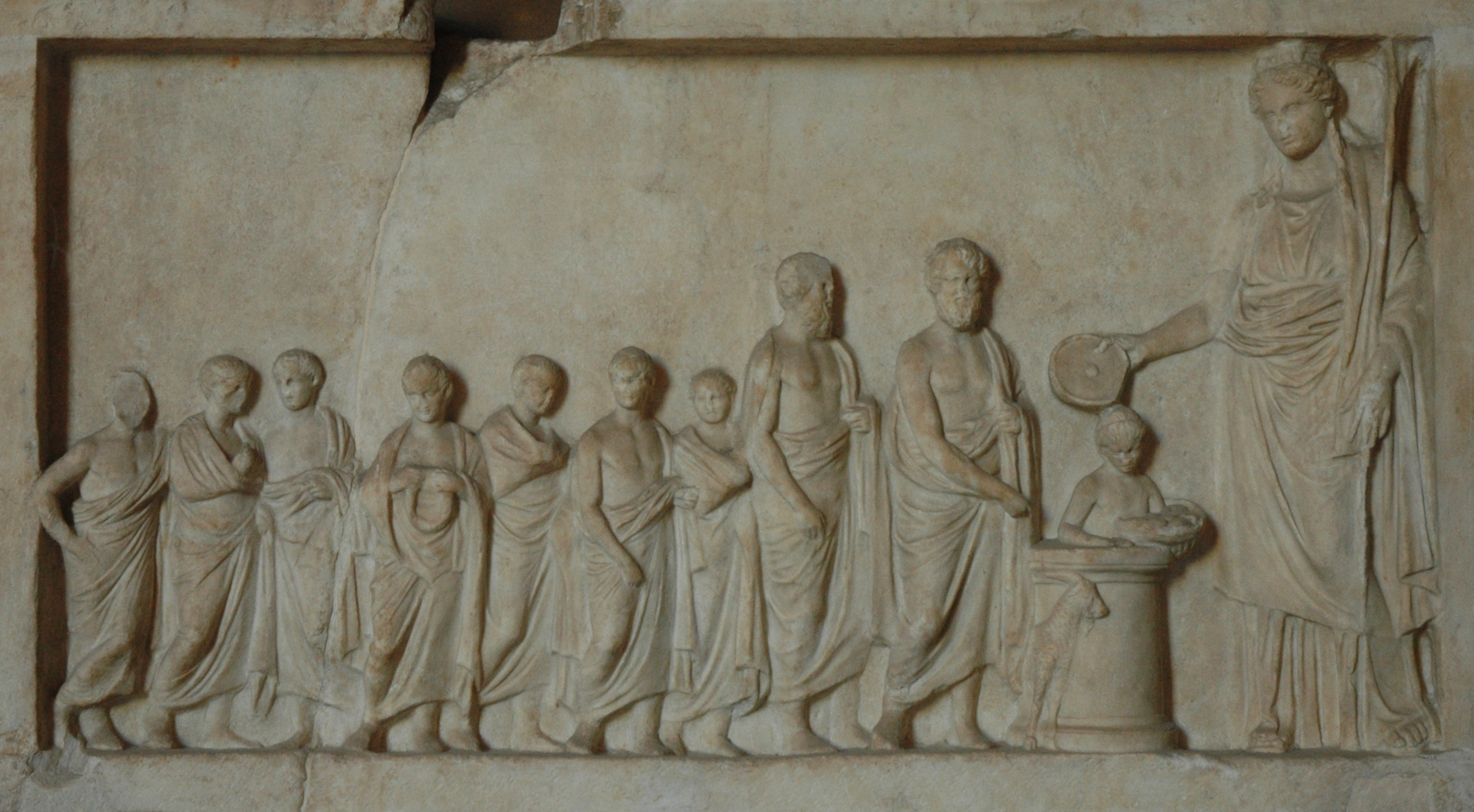
Рельфеф на пентелійському мармурі: 7 ефебів та 2 софроністів (жерців?) приносять жертву Аглаврі (Деметрі?), Лувр

На початку кожного року всі громадяни, що досягли в попередньому році повноліття, ставали ефебами. Їхні імена спочатку вирізували на дерев'яних дошках, а за часів Аристотеля — на бронзових стелах, які виставлялися перед булевтерієм, або Ληξιαρχικόν — общинна книга дему.
Кількість ефебів, що включали до списків щорічно, точно невідома. Із певною достовірністю можна вважати, що їх було близько тисячі. Оскільки афіняни несли військову службу до 60 років, то кожна стела з іменами ефебів стояла 42 роки, тобто доти, доки призов відповідного року не досягав терміну остаточного звільнення. Тож одночасно таких стел було 42.
Після внесення ефебів до списків їх водили до храмів, а потім розподіляли по гарнізонах в Муніхії та Акті. У перший рік ефебії вони давали клятву в храмі Аглаври, в присутності членів своїх демів, зобов'язуючись не ганьбити священної зброї, бути стійкими в битві, боротися за своїх богів і свою домівку, возвеличити вітчизну, коритися наказам магістратів, підкорятися законам, боротися проти їх порушників і шанувати богів своїх предків. У свідки клятви закликалися, між іншим, сама Аглавра (дочка Кекропа), Зевс, Фалло (богиня розквіту), Авксо (богиня росту). Крім того, ефеб отримував право з’являтись у суді та одружуватись

## Освіта

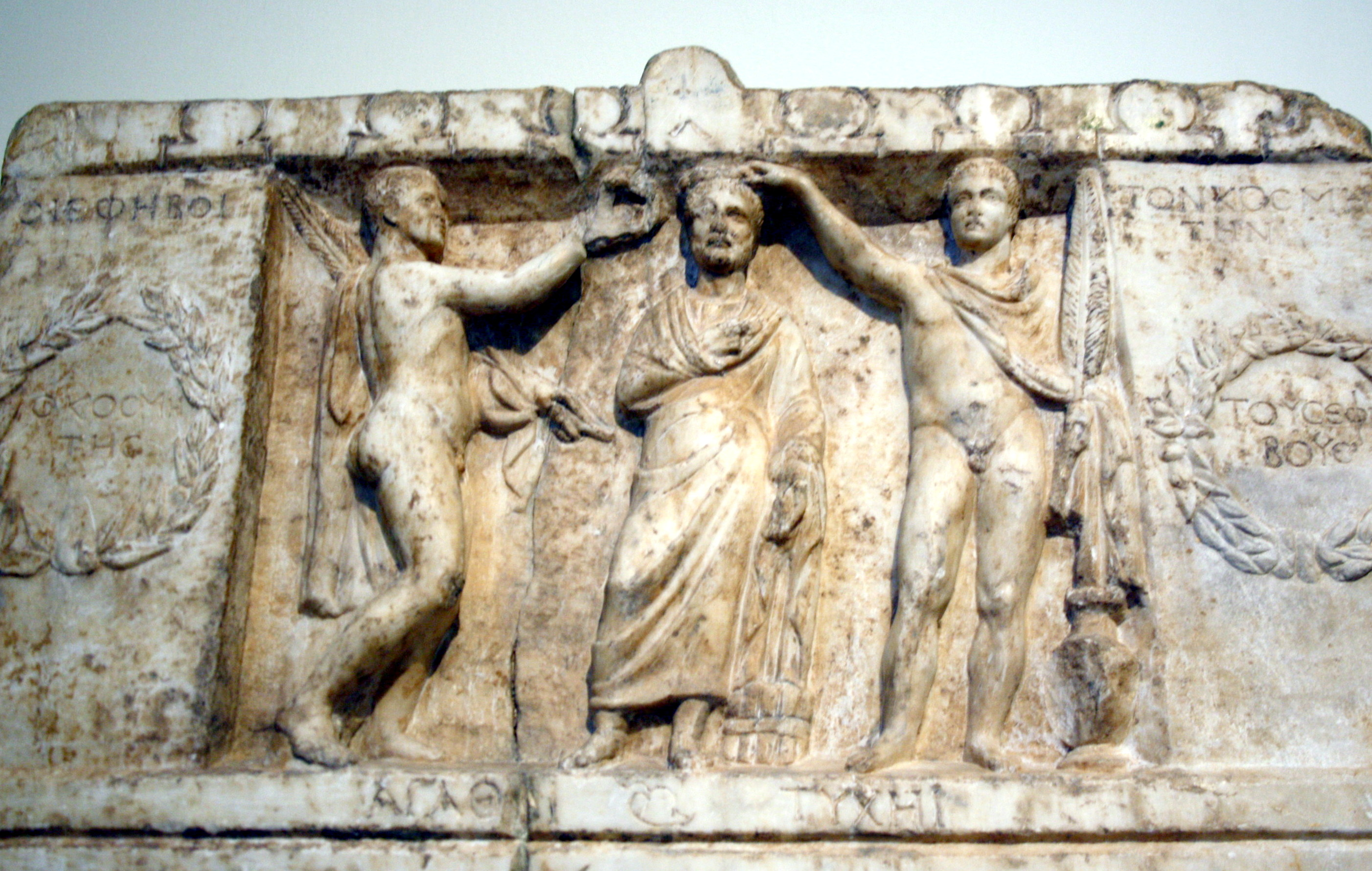
Стела із зображенням двох ефебів, що кладуть вінок на голову космету, Національний археологічний музей Афін

Після цього починалися заняття, до яких були покликані ефеби, а саме проходження військового мистецтва й предметів загальної освіти під керівництвом призначених державою викладачів. Для проходження військового мистецтва ефеби мали двох викладачів гімнастики і, крім того, окремих викладачів для вдосконалення у стрільбі з лука, метанні дротика, вправах зі зброєю, управлінні катапультою і т. д.
Лекції з предметів загальної освіти (за Плутархом = γράμματα з філософією, геометрією, музикою і риторикою) читалися в Діогенівській гімназії (Διογενετον). Спостереження за моральним вихованням ефебів і зовнішнім устроєм їх життя вів космет, під керівництвом якого утримувалось 10 софроністів, по одному від філи. Вибір косметів і софроністов проводився у Народних зборах серед осіб понад 40-річного віку, обраних попередньо за філами.
Після закінчення року ефеби отримували в Народних зборах, що влаштовувалися в театрі, по щиту та спису, після чого проходили школу польової та гарнізонної служби, як гарнізоні солдати (периполи) або як охоронці порядку в громадських місцях.

## Побут і дозвілля

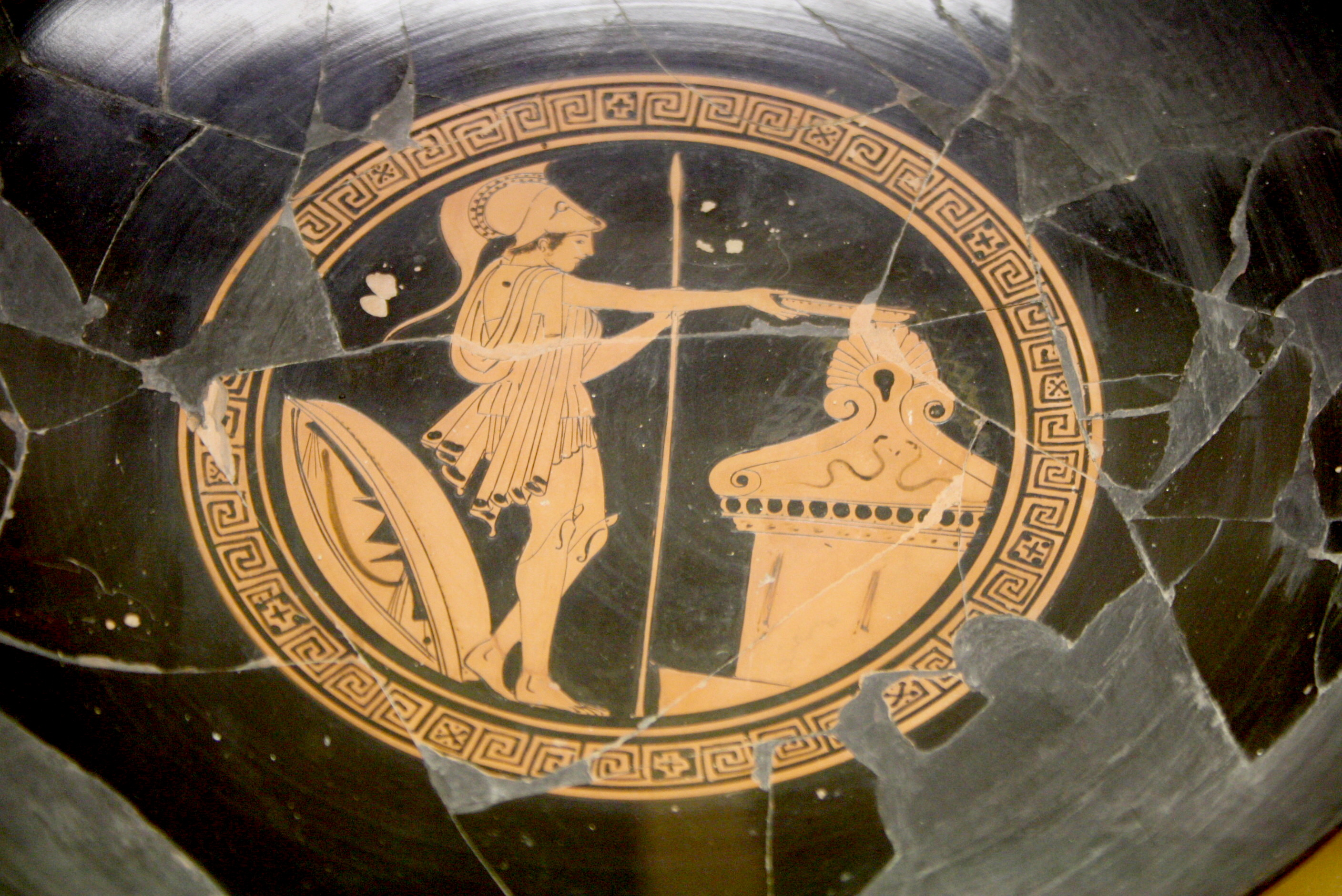
Ефеб у традиційному капелюсі та хламіді, тондо червонофігурного кілікса

Кожен ефеб отримував від держави по 4 оболи на день, які віддавалися в розпорядження софроністів і витрачалися на харчування та навчання. Харчувались ефеби за філами. Одяг ефебів становили капелюх з полями і хламіда. Жили ефеби — за винятком тих, які несли службу в місті — в сусідніх будинках і фортецях, але в проміжках між службовими заняттями вони могли бувати де завгодно і проводили час на свій розсуд. Всередині ефебії існували окремі групи й корпорації ефебів. Крім того, ефеби з'єднувалися в парні спілки, причому кожен ефеб мав свого «друга» чи «брата». Взагалі асоціація ефебів нагадує собою до певної міри суспільства американських або англійських студентів[джерело?].
Як еліта цивільного населення, ефеби обов'язково брали участь у релігійних процесіях і святах, пізніше — під час зустрічі римських послів — вони були присутні в повному озброєнні у Народних зборах, як наглядачі за порядком.
Поза службою ефеби вели галасливе, повне задоволень життя, одні проводили час за грою в кості або у флейтисток, інші відвідували гімнасії, що служили з 4 столітті до н. е. місцями зборів блискучого афінського суспільства. Взагалі з ефебів складалася, так звана, «золота молодь» афінських франтів[джерело?].

## В мистецтві
У ширшому сенсі ефебом могли назвати будь-якого юнака, що вийшов з дитячого віку. У мистецтві юнаки цього віку зображуються з коротко стриженими волоссям на противагу хлопчикам і мужам, що мали довге волосся. Підстригання волосся відбувалося до ἐπι διετες ἡβησαι, ймовірно, на 16 році, і, ймовірно, від цього акту третій день свята Апатурій називався κουρεωτις (від κουρα, κείρω).